# 리 대수
리 대수(Lie代數, 영어: Lie algebra)는 리 군의 국소적 구조를 나타내는 대수 구조이다. 좀 더 엄밀히 말하면, 리 괄호라 부르는, 야코비 항등식을 만족하는 교대 쌍선형 이항 연산을 지닌 벡터 공간이다.

## 정의
가환환 {\displaystyle K} 위에 정의된 리 대수 {\displaystyle ({\mathfrak {g}},[\cdot ,\cdot ])}는 {\displaystyle K}-가군 {\displaystyle {\mathfrak {g}}}와 다음을 만족하는 선형 변환 {\displaystyle [\cdot ,\cdot ]:{\mathfrak {g}}\times {\mathfrak {g}}\to {\mathfrak {g}}}로 이루어진다.
- (쌍선형성) 모든 {\displaystyle x,y,z\in {\mathfrak {g}}}와 {\displaystyle a,b\in K}에 대해 {\displaystyle [ax+by,z]=a[x,z]+b[y,z],\quad [z,ax+by]=a[z,x]+b[z,y]}이다.
- (교대성) 모든 {\displaystyle x\in {\mathfrak {g}}}에 대하여 {\displaystyle [x,x]=0}이다.
- (야코비 항등식) 모든 {\displaystyle x,y,z\in {\mathfrak {g}}}에 대해 {\displaystyle [x,[y,z]]+[y,[z,x]]+[z,[x,y]]=0}이다.

이 이항 연산은 리 괄호(Lie括弧, 영어: Lie bracket)로 불린다. 리 대수의 준동형은 리 괄호를 보존하는 선형 변환이다.
만약 {\displaystyle K}에서 2의 역원 {\displaystyle 2^{-1}}이 존재한다면 (예를 들어, {\displaystyle K}가 표수가 2가 아닌 체라면), 교대성을 반대칭성, 즉 모든 {\displaystyle x,y\in {\mathfrak {g}}}에 대하여 {\displaystyle [x,y]+[y,x]=0}인 성질로 대체할 수 있다. (2가 가역원이 아니라면, 교대성이 반대칭성보다 더 강한 조건이다.)
통상적으로 리 대수는 흑자체 소문자 {\displaystyle {\mathfrak {g}},{\mathfrak {h}}} 등으로 나타낸다.
정수환 {\displaystyle \mathbb {Z} } 위의 리 대수를 리 환(Lie環, 영어: Lie ring)이라고 부르기도 한다. 이름과 달리 리 환은 (곱셈 결합 법칙을 따르는) 환을 이루지 않는다.

### 부분 대수와 아이디얼
가환환 {\displaystyle K} 위의 리 대수 {\displaystyle {\mathfrak {g}}}의 부분 리 대수(영어: Lie subalgebra) {\displaystyle {\mathfrak {h}}}는 리 괄호에 대하여 닫힌 {\displaystyle K}-부분 가군이다. 즉, {\displaystyle {\mathfrak {h}}\subseteq {\mathfrak {g}}}이며 {\displaystyle [{\mathfrak {h}},{\mathfrak {h}}]\subseteq {\mathfrak {h}}}이다.
가환환 {\displaystyle K} 위의 리 대수 {\displaystyle {\mathfrak {g}}}의 리 대수 아이디얼 {\displaystyle I\subset {\mathfrak {g}}}는 {\displaystyle [{\mathfrak {g}},I]\subseteq I}를 만족하는 {\displaystyle K}-부분 가군이다. 모든 리 대수 아이디얼은 부분 리 대수다. 이는 군론의 정규 부분군이나 환론의 아이디얼에 대응하는 개념으로, 마찬가지로 몫 리 대수(영어: quotient Lie algebra) {\displaystyle {\mathfrak {g}}/I}를 정의할 수 있다. 모든 리 대수 아이디얼은 부분 리 대수이지만, 그 역은 성립하지 않는다.

### 등급 리 대수
환의 개념에 등급을 붙여 등급환을 정의할 수 있는 것처럼, 등급 리 대수(等級Lie代數, 영어: graded Lie algebra)의 개념을 정의할 수 있다.
가환 모노이드 {\displaystyle (D,+)}가 주어졌다고 하자. 가환환 {\displaystyle K} 위의, {\displaystyle D} 등급을 갖는 등급 리 대수 {\displaystyle ({\mathfrak {g}},[\cdot ,\cdot ])}는 다음과 같이, 등급이 붙어 있고, 리 괄호가 등급을 보존하는 리 대수이다. 즉,
{\displaystyle {\mathfrak {g}}=\bigoplus _{d\in D}{\mathfrak {g}}_{d}}
{\displaystyle [\cdot ,\cdot ]\colon {\mathfrak {g}}_{d}\times {\mathfrak {g}}_{d'}\to {\mathfrak {g}}_{d+d'}}
이다.

## 성질

### 리 군론적 성질
리 군론에서, 실수체 또는 복소수체 위의 리 대수는 실수 또는 복소수 리 군과 밀접한 관계를 가진다. 모든 리 군에 대하여, 그 왼쪽 불변 벡터장들은 유한 차원 실수 리 대수를 이루며, 반대로 모든 유한 차원 실수 리 대수는 유일한 연결 단일 연결 리 군의 동형류에 표준적으로 대응한다.
통상적으로, 주어진 리 군의 리 대수는 리 군의 이름의 흑자체 소문자로 쓴다. 예를 들어 SO(5)의 리 대수는 {\displaystyle \operatorname {Lie} (\operatorname {SO} (5))={\mathfrak {so}}(5)}이다.

### 보편 대수학적 성질
리 군과 달리, 주어진 체 {\displaystyle K} 위의 리 대수들의 모임은 대수 구조 다양체를 이룬다. 이 대수 구조 다양체는 다음과 같은 연산을 갖는다.
- 0항 연산:
  - 0 (덧셈 항등원)
- 1항 연산:
  - − (덧셈 역원)
  - 임의의 {\displaystyle a\in K}에 대하여, 스칼라곱 {\displaystyle a\cdot }
- 2항 연산:
  - + (덧셈)
  - {\displaystyle [-,-]} (리 괄호)

이는 {\displaystyle K} 위의 벡터 공간의 대수 구조에 리 괄호를 추가한 것이다. 이에 따라 자유 리 대수의 개념이나 리 대수의 직접곱을 정의할 수 있다. 유한 개의 리 대수의 직접곱은 직합과 같다.
이 밖에도, 다음과 같은 리 대수들의 모임은 대수 구조 다양체를 이룬다.
- 아벨 리 대수. 이는 항등식 {\displaystyle [x,y]=0}으로 정의된다.
- {\displaystyle k}형의 멱영 리 대수. 이는 내림 중심렬의 길이가 {\displaystyle k} 이하인 리 대수이다.
- {\displaystyle k}형의 가해 리 대수. 이는 유도열의 길이가 {\displaystyle k} 이하인 리 대수이다.

리 대수의 대수 구조 다양체들의 모임 위에는 다음과 같이 이항 연산을 정의할 수 있다. 리 대수의 대수 구조 다양체 {\displaystyle {\mathcal {U}}}, {\displaystyle {\mathcal {V}}}가 주어졌을 때, 그 곱 {\displaystyle {\mathcal {U}}{\mathcal {V}}}는 {\displaystyle {\mathcal {V}}}의 원소들의, {\displaystyle {\mathcal {U}}}에 속한 리 대수 아이디얼에 대한 리 대수 확대로 구성된다.

### 범주론적 성질
주어진 체 {\displaystyle K} 위의 리 대수와 리 대수 준동형의 범주 {\displaystyle \operatorname {LieAlg} _{K}}는 대수 구조 다양체의 범주이므로, 완비 범주이자 쌍대 완비 범주이다.
리 대수의 범주에서, 유한 곱과 유한 쌍대곱이 일치하며, 이는 둘 다 직합이다. 리 대수의 범주는 영 대상을 가지며, 이는 유일한 0차원 리 대수이다. 리 대수의 범주는 또한 핵과 여핵을 갖는다. 리 대수 준동형 {\displaystyle \phi \colon {\mathfrak {g}}\to {\mathfrak {h}}}의 핵은 {\displaystyle 0\in {\mathfrak {h}}}의 원상 {\displaystyle \phi ^{-1}(0)}이며, 이는 리 대수 아이디얼을 이룬다. {\displaystyle \phi }의 여핵은 그 치역 {\displaystyle \phi ({\mathfrak {g}})}를 포함하는 가장 작은 리 대수 아이디얼에 대한 몫 리 대수이다. (이러한 리 대수 아이디얼은 유일하다.)
리 대수의 범주는 아벨 군의 범주 {\displaystyle \operatorname {Ab} } 위의 풍성한 범주(영어: enriched category)이다. 그러나 아이디얼이 아닌 부분 리 대수가 존재하므로, 리 대수의 범주는 아벨 범주를 이루지 않는다.
체 {\displaystyle K} 위의 단위 결합 대수의 범주 {\displaystyle \operatorname {uAssoc} _{K}}에서 체 {\displaystyle K} 위의 리 대수의 범주 {\displaystyle \operatorname {LieAlg} _{K}}로 가는 망각 함자
{\displaystyle \operatorname {Forget} \colon \operatorname {uAssoc} _{K}\to \operatorname {LieAlg} _{K}}
가 존재한다. 이 함자의 왼쪽 수반 함자는 보편 포락 대수 함자
{\displaystyle {\mathcal {U}}\colon \operatorname {LieAlg} _{K}\to \operatorname {uAssoc} _{K}}
이다.

### 오퍼라드 이론적 성질
리 대수의 구조를 묘사하는 오퍼라드인 리 오퍼라드(영어: Lie operad) {\displaystyle \operatorname {Lie} }가 존재한다. 즉, 체 {\displaystyle K} 위의 리 대수는 {\displaystyle K}-벡터 공간의 범주 위의 {\displaystyle \operatorname {Lie} }-대수이다. 마찬가지로, {\displaystyle K}-초 벡터 공간의 범주 위의 {\displaystyle \operatorname {Lie} }-대수는 리 초대수라고 한다.
다른 오퍼라드와 마찬가지로, 리 오퍼라드의 호모토피화를 정의할 수 있다. 즉, 야코비 항등식이 "호모토피 동치 아래" 성립하는 대수를 정의할 수 있다. 이를 L∞-대수라고 한다.

## 연산

### 중심
가환환 {\displaystyle K} 위의 리 대수 {\displaystyle {\mathfrak {g}}}의 중심(中心, 영어: center) {\displaystyle \operatorname {Z} ({\mathfrak {g}})}은 모든 원소와 가환하는 원소들로 구성된 부분 리 대수이다.
{\displaystyle \operatorname {Z} ({\mathfrak {g}})=\{x\in {\mathfrak {g}}\colon [x,{\mathfrak {g}}]=0\}}
이는 아벨 리 대수를 이루며, 또한 리 대수 아이디얼을 이룬다. 이는 군론에서의 군의 중심의 개념에 대응한다.

### 몫 리 대수
가환환 {\displaystyle K} 위의 리 대수 {\displaystyle {\mathfrak {g}}}의 리 대수 아이디얼 {\displaystyle {\mathfrak {a}}\subseteq {\mathfrak {g}}}가 주어졌을 때, 몫 리 대수(영어: quotient Lie algebra) {\displaystyle {\mathfrak {g}}/{\mathfrak {a}}}를 정의할 수 있다. {\displaystyle K}-가군으로서, {\displaystyle {\mathfrak {g}}/{\mathfrak {a}}}는 몫가군 {\displaystyle {\mathfrak {g}}/{\mathfrak {a}}}이다. 이 위의 리 괄호는 다음과 같이 자연스럽게 정의된다.
{\displaystyle [x+{\mathfrak {a}},y+{\mathfrak {a}}]=[x,y]+{\mathfrak {a}}}
이는 아이디얼의 정의에 따라 동치류의 대표원의 선택에 의존하지 않는다.

### 직합
가환환 {\displaystyle K} 위의 두 리 대수 {\displaystyle {\mathfrak {g}}}, {\displaystyle {\mathfrak {h}}}가 주어졌을 때, 그 직합 {\displaystyle {\mathfrak {g}}\oplus {\mathfrak {h}}}를 정의할 수 있다. 이는 가군으로서의 직합과 일치하며, 그 위의 리 괄호는 다음과 같이 성분별로 정의된다.
{\displaystyle [g,g']_{{\mathfrak {g}}\oplus {\mathfrak {h}}}=[g,g']_{\mathfrak {g}}\qquad \forall g,g'\in {\mathfrak {g}}}
{\displaystyle [h,h']_{{\mathfrak {g}}\oplus {\mathfrak {h}}}=[h,h']_{\mathfrak {h}}\qquad \forall h,h'\in {\mathfrak {h}}}
{\displaystyle [g,h]_{{\mathfrak {g}}\oplus {\mathfrak {h}}}=[h,g]_{{\mathfrak {g}}\oplus {\mathfrak {h}}}=0\qquad \forall g\in {\mathfrak {g}},\;h\in {\mathfrak {h}}}
보다 일반적으로, {\displaystyle K}-리 대수의 집합 {\displaystyle \{{\mathfrak {g}}_{i}\}_{i\in I}}이 주어졌을 때, 그 직합
{\displaystyle \bigoplus _{i\in I}{\mathfrak {g}}_{i}}
를 정의할 수 있다. 마찬가지로, {\displaystyle K}-리 대수의 집합 {\displaystyle \{{\mathfrak {g}}_{i}\}_{i\in I}}이 주어졌을 때, 그 직접곱
{\displaystyle \prod _{i\in I}{\mathfrak {g}}_{i}}
를 정의할 수 있다. 유한 직접곱은 유한 직합과 일치하지만, 무한 직접곱은 일반적으로 무한 직합보다 더 크다.
실수체 위의 리 대수의 직합·직접곱은 리 군의 직접곱에 대응한다. 반면, 리 대수의 텐서곱은 일반적으로 정의될 수 없다.

### 리 대수의 확대
군에 대하여 군의 확대를 정의할 수 있는 것처럼, 리 대수의 확대(擴大, 영어: extension)를 다음과 같이 정의할 수 있다. 리 대수의 범주에서는 영 대상과 핵 · 여핵이 존재하므로, 완전열의 개념을 정의할 수 있다. 리 대수의 짧은 완전열
{\displaystyle 0\to {\mathfrak {h}}{\stackrel {i}{\hookrightarrow }}{\mathfrak {e}}{\stackrel {q}{\twoheadrightarrow }}{\mathfrak {g}}\to 0}
이 주어졌다면, {\displaystyle {\mathfrak {e}}}를 {\displaystyle {\mathfrak {g}}}의 {\displaystyle {\mathfrak {h}}}로의 확대라고 한다. 만약 {\displaystyle \ker q}가 {\displaystyle {\mathfrak {e}}}의 중심에 속한다면, 이를 (군의 경우와 마찬가지로) 중심 확대(中心擴大, 영어: central extension)라고 한다.

### 반직접합
군에 대하여 반직접곱을 정의할 수 있는 것처럼, 두 개의 리 대수의 반직접합(영어: semidirect sum)을 정의할 수 있다. 리 대수의 범주는 아벨 범주를 이루지 못하므로, 직합이 아닌 반직접합이 존재한다.

### 미분
체 {\displaystyle K} 위의 리 대수 {\displaystyle {\mathfrak {g}}} 위의 미분(微分, 영어: derivation)은 다음과 같은 {\displaystyle K}-선형 변환이다.
{\displaystyle \delta \colon {\mathfrak {g}}\to {\mathfrak {g}}}
이는 다음과 같은 곱 규칙을 만족시켜야 한다.
{\displaystyle \delta [x,y]=[\delta x,y]+[x,\delta y]\qquad \forall x,y\in {\mathfrak {g}}}
리 대수 {\displaystyle {\mathfrak {g}}} 위의 미분들의 벡터 공간을 {\displaystyle {\mathfrak {der}}({\mathfrak {g}})}라고 쓰자. 이 위에 다음과 같은 리 괄호를 부여한다면 이 역시 리 대수를 이루며, 이를 미분 리 대수(영어: Lie algebra of derivations) {\displaystyle {\mathfrak {der}}({\mathfrak {g}})}라고 한다.
{\displaystyle [\delta ,\delta ']=\delta \circ \delta '-\delta '\circ \delta \qquad \forall \delta ,\delta '\in {\mathfrak {der}}({\mathfrak {g}})}
이는 {\displaystyle {\mathfrak {gl}}({\mathfrak {g}};K)}의 부분 리 대수를 이룬다. 만약 {\displaystyle {\mathfrak {g}}}가 아벨 리 대수라면 {\displaystyle {\mathfrak {gl}}({\mathfrak {g}};K)={\mathfrak {der}}({\mathfrak {g}})}이다.
{\displaystyle K=\mathbb {R} }일 경우, {\displaystyle {\mathfrak {der}}({\mathfrak {g}})}는 리 대수의 (리 군인) 자기 동형군 {\displaystyle \operatorname {Aut} ({\mathfrak {g}})}의 리 대수와 같다. 즉, 리 대수의 미분은 무한소 자기 동형으로 생각할 수 있다.
임의의 원소 {\displaystyle x\in {\mathfrak {g}}}에 대하여, 딸림표현 {\displaystyle \operatorname {ad} _{x}\colon y\mapsto [x,y]}는 미분을 이룬다. 이러한 미분을 내부 미분(內部微分, 영어: inner derivation)이라고 한다.

## 구조론과 분류
우선 다음 성질을 정의하자.
- 아벨 리 대수(Abel Lie代數, 영어: Abelian Lie algebra)는 임의의 {\displaystyle x,y\in {\mathfrak {g}}}에 대하여 {\displaystyle [x,y]=0}인 대수다.
- 멱영 리 대수는 다음을 만족한다. {\displaystyle {\mathfrak {g}}_{0}={\mathfrak {g}}}이고, {\displaystyle {\mathfrak {g}}_{k+1}=[{\mathfrak {g}}_{k},{\mathfrak {g}}]}로 정의하자. 그렇다면 {\displaystyle {\mathfrak {g}}_{k}=0}인 {\displaystyle k\in \mathbb {N} }이 존재한다.
- 가해 리 대수는 다음을 만족한다. {\displaystyle {\mathfrak {g}}_{0}={\mathfrak {g}}}이고, {\displaystyle {\mathfrak {g}}_{k+1}=[{\mathfrak {g}}_{k},{\mathfrak {g}}_{k}]}로 정의하자. 그렇다면 {\displaystyle {\mathfrak {g}}_{k}=0}인 {\displaystyle k\in \mathbb {N} }이 존재한다.
- 단순 리 대수는 자신이나 0이 아닌 리 대수 아이디얼을 가지지 않고, 가환하지 않는 리 대수다.
- 반단순 리 대수는 0이 아닌 가환 리 대수 아이디얼을 지니지 않는 리 대수다.

다음과 같은 포함 관계가 성립한다.
아벨 리 대수 ⊊ 멱영 리 대수 ⊊ 가해 리 대수 ⊊ 리 대수
단순 리 대수 ⊊ 반단순 리 대수 ⊊ 리 대수
다음을 보일 수 있다.
- 임의의 유한 차원 실수 또는 복소 리 대수는 행렬로 충실히 표현할 수 있다. (아도 정리 영어: Ado’s theorem)[1][2]
- 임의의 유한 차원 실수 리 대수는 가해 아이디얼과 반단순 부분 리 대수의 반직접합으로 나타낼 수 있다. (레비 분해 영어: Levi decomposition)[3]
- (실수 또는 복소수) 콤팩트 리 군의 리 대수는 반단순 리 대수와 아벨 리 대수의 직합이다. (이를 간혹 콤팩트 리 대수라 부르기도 한다. 물론, 리 대수는 벡터 공간이므로 위상수학적으로 절대 콤팩트 공간이 아니다.)
- 모든 반단순 리 대수는 단순 리 대수의 직합으로 유일하게 나타낼 수 있다.

아벨 리 대수는 자명하게 차원으로 분류된다. 실수와 복소수 단순 리 대수는 완전히 분류되었다. 복소수 단순 리 대수는 4개의 무한한 족과 5개의 예외적 대수로 분류되며, 주어진 복소수 단순 리 대수에 대응되는 (유한한 수의) 실수 단순 리 대수 역시 완전히 알려져 있다. 그러나 가해 리 대수의 분류는 매우 어렵다.

## 낮은 차원의 리 대수
3차원 이하의 실수 리 대수에 대하여, 비앙키 분류(영어: Bianchi classification)라는 분류가 존재한다. 이는 루이지 비앙키가 도입하였다.

### 2차원 이하 리 대수
임의의 체 {\displaystyle K}에 대하여, 2차원 이하의 리 대수는 다음 네 가지밖에 없다.
- 0차원 아벨 리 대수 {\displaystyle \{0\}}
- 1차원 아벨 리 대수 {\displaystyle K}
- 2차원 아벨 리 대수 {\displaystyle K^{\oplus 2}}
- 2차원 비아벨 가해 리 대수 {\displaystyle K\oplus _{\psi }K}. 여기서 {\displaystyle \psi \colon K\times K\to K}는 곱셈 {\displaystyle \psi (a,b)=ab}으로 잡을 수 있다.

2차원에서의 유일한 비아벨 실수 리 대수는 다음과 같이 생각할 수 있다.
- 특수 상삼각 행렬 대수 {\displaystyle {\mathfrak {st}}(2;\mathbb {R} )\subset {\mathfrak {gl}}(2;\mathbb {R} )}. 이는 2×2 상삼각 행렬 가운데, 대각합이 0인 것들로 구성된다.
- 1차원 아핀 대수 {\displaystyle {\mathfrak {aff}}(1;\mathbb {R} )}

### 3차원 실수 리 대수
모든 3차원 실수 리 대수는 단순 리 대수이거나 가해 리 대수이다. 3차원 단순 리 대수는
실수 반단순 리 대수는 {\displaystyle {\mathfrak {sl}}(2;\mathbb {R} )}와 {\displaystyle {\mathfrak {o}}(3;\mathbb {R} )\cong {\mathfrak {su}}(2)} 두 개가 있다. 전통적으로 {\displaystyle {\mathfrak {sl}}(2;\mathbb {R} )}는 VIII형, {\displaystyle {\mathfrak {o}}(3;\mathbb {R} )}는 IX형으로 불린다.
3차원 실수 가해 리 대수는 아벨 리 대수의 반직접합 {\displaystyle \mathbb {R} ^{2}\oplus _{\psi }\mathbb {R} }으로 나타낼 수 있다. 이 경우, 작용
{\displaystyle \psi \colon \mathbb {R} \to {\mathfrak {der}}(\mathbb {R} ^{2})={\mathfrak {gl}}(2;\mathbb {R} )}
{\displaystyle \psi \colon t\mapsto t\psi (1)}
는 2×2 실수 정사각 행렬 {\displaystyle \psi (1)\in {\mathfrak {gl}}(2;\mathbb {R} )}에 의하여 완전히 결정된다. {\displaystyle \psi (1)}과 {\displaystyle \alpha M^{-1}\psi (1)M} ({\displaystyle \alpha \in \mathbb {R} ^{\times }}, {\displaystyle M\in \operatorname {GL} (2;\mathbb {R} )})는 동형인 반직접합을 결정하므로, 이러한 리 대수의 분류는 2×2 실수 정사각 행렬의 닮음 분류로 귀결된다. 이는 다음과 같이 {\displaystyle \psi (1)}의 조르당 표준형으로 결정되며, 이들에는 전통적으로 I형~VII형으로의 이름이 붙어 있다.
{\displaystyle \psi (1)={\begin{cases}{\begin{pmatrix}\lambda &1\\&\lambda \end{pmatrix}},\;\lambda \in \mathbb {R} &{\begin{cases}\lambda =0&{\text{II}}\\\lambda \neq 0&{\text{IV}}\end{cases}}\\{\begin{pmatrix}\lambda _{1}&0\\0&\lambda _{2}\end{pmatrix}},\;\lambda _{1},\lambda _{2}\in \mathbb {R} ,\;\lambda _{1}\leq \lambda _{2}&{\begin{cases}\lambda _{1}=\lambda _{2}=0&{\text{I}}\\\lambda _{1}=\lambda _{2}\neq 0&{\text{V}}\\\lambda _{1}=-\lambda _{2}\neq 0&{\text{VI}}_{0}\\\lambda _{1}=0<\lambda _{2}\lor \lambda _{1}<\lambda _{2}=0&{\text{III}}\\\lambda _{1}\neq \pm \lambda _{2},\;\lambda _{1}\neq 0\neq \lambda _{2}&{\text{VI}}\end{cases}}\\{\begin{pmatrix}a-ib&0\\0&a+ib\end{pmatrix}},\;a\in \mathbb {R} ,\;b\in \mathbb {R} ^{+}&{\begin{cases}a=0&{\text{VII}}_{0}\\a\neq 0&{\text{VII}}\end{cases}}\end{cases}}}
이 가운데 I형은 아벨 리 대수이며, II형은 하이젠베르크 대수 {\displaystyle {\mathfrak {h}}(3;\mathbb {R} )}이자 2차원 갈릴레이 대수 {\displaystyle {\mathfrak {gal}}(2;\mathbb {R} )}이다. 이 둘은 위 분류 가운데 유일한 멱영 리 대수들이다. III형은 직합 {\displaystyle \mathbb {R} \oplus {\mathfrak {st}}(2;\mathbb {R} )}와 같다. V형은 평면의 닮음 변환군(영어: homothety, 평행 이동과 확대 변환으로 생성되는 군)의 리 대수 {\displaystyle {\mathfrak {id}}(2;{\mathfrak {R}})}이며, VI0형은 (1,1)차원 푸앵카레 대수 {\displaystyle {\mathfrak {iso}}(1,1;\mathbb {R} )}와 같으며, VII0형은 2차원 유클리드 대수 {\displaystyle {\mathfrak {iso}}(2;\mathbb {R} )}와 같다. II형과 VI0형은 3차원 다양체의 기하화 추측의 8가지 기하 가운데 각각 영기하와 해기하에 대응한다. VI형과 VII형은 무한한 족을 이루며, 나머지는 모두 (동형 아래) 하나의 리 대수에 대응한다.
즉,
{\displaystyle \psi (1)={\begin{pmatrix}a&b\\0&c\end{pmatrix}}}
일 경우, {\displaystyle {\mathfrak {g}}=\operatorname {Span} \{x,y,t\}}로 잡으면 그 리 괄호는 구체적으로 다음과 같다.
{\displaystyle [t,x]=ax}
{\displaystyle [t,y]=t(bx+cy)}
| 형     | 다른 이름 | 단일 연결 리 군의 중심           | 외부자기동형군                                                                  | 성질         |
| ------ | --- | -------------------------------- | ------------------------------------------------------------------------------- | ------------ |
| I형    | 아벨 리 대수 {\displaystyle \mathbb {R} ^{3}}                                                                                      | {\displaystyle \mathbb {R} ^{3}} | {\displaystyle \operatorname {GL} (3;\mathbb {R} )}                             | 아벨 리 대수 |
| II형   | 하이젠베르크 대수 {\displaystyle {\mathfrak {h}}(3;\mathbb {R} )}, 갈릴레이 대수 {\displaystyle {\mathfrak {gal}}(2;\mathbb {R} )} | {\displaystyle \mathbb {R} }     | {\displaystyle \operatorname {GL} (2;\mathbb {R} )}                             | 멱영 리 대수 |
| III형  | {\displaystyle \mathbb {R} \oplus {\mathfrak {st}}(2;\mathbb {R} )}                                                                | {\displaystyle \mathbb {R} }     | {\displaystyle \mathbb {R} ^{\times }}                                          | 가해 리 대수 |
| IV형   | | 0                                | {\displaystyle \mathbb {R} \times (\mathbb {Z} /2)}                             | 가해 리 대수 |
| V형    | 닮음 변환 대수 {\displaystyle {\mathfrak {id}}(2;\mathbb {R} )}                                                                    | 0                                | {\displaystyle \{M\in \operatorname {GL} (2;\mathbb {R} )\colon \det M=\pm 1\}} | 가해 리 대수 |
| VI형   | | 0                                | {\displaystyle \mathbb {R} ^{\times }\times (\mathbb {Z} /2)}                   | 가해 리 대수 |
| VI0형  | 푸앵카레 대수 {\displaystyle {\mathfrak {iso}}(1,1;\mathbb {R} )}                                                                  | 0                                | {\displaystyle \mathbb {R} \times \operatorname {Dih} (\mathbb {Z} /4)}         | 가해 리 대수 |
| VII형  | | 0                                | {\displaystyle \mathbb {R} ^{\times }}                                          | 가해 리 대수 |
| VII0형 | 유클리드 대수 {\displaystyle {\mathfrak {iso}}(2;\mathbb {R} )}                                                                    | {\displaystyle \mathbb {Z} }     | {\displaystyle \mathbb {R} ^{\times }\times (\mathbb {Z} /2)}                   | 가해 리 대수 |
| VIII형 | 특수 선형 대수{\displaystyle {\mathfrak {sl}}(2;\mathbb {R} )}                                                                     | {\displaystyle \mathbb {Z} }     | {\displaystyle \mathbb {Z} /2}                                                  | 단순 리 대수 |
| IX형   | 직교 대수/유니터리 대수 {\displaystyle {\mathfrak {o}}(3;\mathbb {R} )\cong {\mathfrak {u}}(2)}                                    | {\displaystyle \mathbb {Z} /2}   | 1                                                                               | 단순 리 대수 |

### 3차원 복소수 리 대수
3차원의 복소수 리 대수의 비앙키 분류는 실수의 경우와 유사하지만, 대수적으로 닫힌 체이므로 더 간단하다.
3차원 복소수 단순 리 대수의 경우, {\displaystyle {\mathfrak {o}}(3;\mathbb {C} )\cong {\mathfrak {sl}}(2;\mathbb {C} )} 하나밖에 없다. 이는 전통적으로 VIII/IX형으로 불린다.
3차원 복소수 가해 리 대수의 경우, 마찬가지로 2×2 복소수 행렬의 조르당 표준형의 분류로 귀결되는데, 이 경우 VI형과 VII형이 같아지며, VI0형과 VII0 형이 같아진다.
{\displaystyle \psi (1)={\begin{cases}{\begin{pmatrix}\lambda &1\\&\lambda \end{pmatrix}},\;\lambda \in \mathbb {C} &{\begin{cases}\lambda =0&{\text{II}}\\\lambda \neq 0&{\text{IV}}\end{cases}}\\{\begin{pmatrix}\lambda _{1}&0\\0&\lambda _{2}\end{pmatrix}},\;\lambda _{1},\lambda _{2}\in \mathbb {C} &{\begin{cases}\lambda _{1}=\lambda _{2}=0&{\text{I}}\\\lambda _{1}=\lambda _{2}\neq 0&{\text{V}}\\\lambda _{1}=-\lambda _{2}\neq 0&{\text{VI}}_{0}/{\text{VII}}_{0}\\\lambda _{1}=0\neq \lambda _{2}\lor \lambda _{1}\neq \lambda _{2}=0&{\text{III}}\\\lambda _{1}\neq \pm \lambda _{2},\;\lambda _{1}\neq 0\neq \lambda _{2}&{\text{VI}}/{\text{VII}}\end{cases}}\end{cases}}}

### 4차원 이상
레비 분해에 따라, 리 대수의 분해는 가해 리 대수의 분류로 귀결된다. 임의의 표수의 체 위의, 4차원 이하의 리 대수는 그뢰브너 기저를 사용하여 최근에 완전히 분류되었다.

## 예

### 아벨 리 대수
가환환 {\displaystyle K} 위의 자명한 가군 {\displaystyle \{0\}} 위에, 자명한 리 괄호 {\displaystyle [0,0]=0}를 준다면 이는 리 대수를 이룬다. 이는 리 대수의 범주의 영 대상이다.
보다 일반적으로, 가환환 {\displaystyle K} 위의 가군 {\displaystyle V} 위에 자명한 리 괄호 {\displaystyle [a,b]=0}을 준다면 이 역시 리 대수를 이룬다. 이를 아벨 리 대수(영어: Abelian Lie algebra)라고 한다. 만약 {\displaystyle K}가 실수체이거나 복소수체라면, 이는 실수 또는 복소수 아벨 리 군의 리 대수이다.

### 단위 결합 대수의 리 대수 구조
가환환 {\displaystyle K} 위의 단위 결합 대수 {\displaystyle (A,\cdot )}가 주어졌다고 하자. 그렇다면, {\displaystyle A} 위에 다음과 같이 리 괄호를 환 교환자로 정의하면, {\displaystyle A}는 리 대수를 이룬다.
{\displaystyle [a,b]=a\cdot b-b\cdot a}
특히, {\displaystyle K} 위의 {\displaystyle n\times n} 정사각 행렬들은 행렬 곱셈에 대하여 단위 결합 대수를 이루며, 이에 대한 리 대수는 일반 선형 대수 {\displaystyle {\mathfrak {gl}}(n;K)}이다.

### 미분
가환환 {\displaystyle K} 위의 (결합 대수가 아닐 수 있는) 대수 {\displaystyle A}가 주어졌다고 하자. {\displaystyle A} 위의 미분들의 집합을 {\displaystyle {\mathfrak {der}}(A)}라고 쓰자. {\displaystyle {\mathfrak {der}}(A)} 위에 다음과 같은 리 괄호를 교환자로서 정의하자.
{\displaystyle [\delta ,\delta ']=\delta \circ \delta '-\delta '\circ \delta }
그렇다면 {\displaystyle [\delta ,\delta ']} 역시 미분을 이룸을 알 수 있다. 이 리 괄호에 대하여 {\displaystyle {\mathfrak {der}}(A)}는 {\displaystyle K}-리 대수를 이룬다.

### 자유 리 대수
리 대수의 모임은 대수 구조 다양체이므로, 자유 리 대수(영어: free Lie algebra)를 정의할 수 있다. 집합 {\displaystyle S} 위의 자유 리 대수를 {\displaystyle L(S)}라고 하고, {\displaystyle S} 위의 자유 단위 결합 대수(=텐서 대수, 비가환 다항식 대수)를 {\displaystyle K\langle S\rangle }라고 하자. 그렇다면 {\displaystyle L(S)}는 자연스럽게 {\displaystyle K\langle S\rangle }의 부분 집합을 이루며, {\displaystyle K\langle S\rangle }는 {\displaystyle L(S)}의 보편 포락 대수이다. {\displaystyle L(S)}는 {\displaystyle K\langle S\rangle } 속의, {\displaystyle S}로 생성되는 부분 리 대수이다.

### 벡터장
매끄러운 다양체 {\displaystyle M} 위의 매끄러운 벡터장들의 벡터 공간 {\displaystyle \operatorname {Vect} M}은 리 미분에 대하여 리 대수를 이룬다.
리 군 {\displaystyle G} 위의, 왼쪽 불변 벡터장들은 리 대수 {\displaystyle \operatorname {Lie} G}를 이룬다. 즉, {\displaystyle \operatorname {Lie} G}는 {\displaystyle \operatorname {Vect} G}의 부분 리 대수로 생각할 수 있다.
심플렉틱 다양체 {\displaystyle (M,\omega )} 위의 매끄러운 함수 {\displaystyle f,g\in {\mathcal {C}}^{\infty }(M,\mathbb {R} )}에 대하여, 다음과 같이 푸아송 괄호를 정의하자.
{\displaystyle \{f,g\}=\omega ^{-1}(df,dg)}
그렇다면 이는 야코비 항등식을 만족시키며, 따라서 {\displaystyle {\mathcal {C}}^{\infty }(M,\mathbb {R} )}는 {\displaystyle \mathbb {R} }-리 대수를 이룬다. {\displaystyle \{f,-\}}의 꼴로 나타내어지는 벡터장을 해밀턴 벡터장이라고 하며, 해밀턴 벡터장의 리 미분은 푸아송 괄호와 일치한다. 즉, {\displaystyle {\mathcal {C}}^{\infty }(M,\mathbb {R} )}는 해밀턴 벡터장들로 구성된 {\displaystyle \operatorname {Vect} M}의 부분 리 대수로 생각할 수 있다.
보다 일반적으로, 푸아송 다양체 {\displaystyle (M,\{,\})}가 주어졌을 때, {\displaystyle {\mathcal {C}}^{\infty }(M,\mathbb {R} )}는 {\displaystyle \mathbb {R} }-리 대수를 이룬다.

### 형식적 벡터장
표수가 0인 체 {\displaystyle K} 위의 형식적 멱급수환 {\displaystyle K[[x_{1},\dots ,x_{n}]]}을 생각하자. 이 가환환 위의 미분은 {\displaystyle n}차원 공간 위의 형식적 벡터장으로 생각할 수 있다. 이러한 모든 미분들의 집합 {\displaystyle \operatorname {Der} K[[x_{1},\dots ,x_{n}]]}은 리 대수를 이룬다. {\displaystyle \operatorname {Der} K[[x_{1},\dots ,x_{n}]]}의 부분 리 대수를 형식적 벡터장 리 대수(영어: Lie algebra of formal vector fields)라고 한다.
두 형식적 벡터장 리 대수 {\displaystyle {\mathfrak {g}}\subseteq \operatorname {Der} K[[x_{1},\dots ,x_{n}]]}가 {\displaystyle K[[x_{1},\dots ,x_{n}]]}의 자기 동형을 통해 관련된다면, 서로 좌표 변환 아래 동치(영어: equivalent under coordinate transformation)라고 한다.
{\displaystyle X\in \operatorname {Der} K[[x_{1},\dots ,x_{n}]]}의 차수는 다음과 같다.
{\displaystyle \operatorname {ord} X=-1+\min _{i=1}^{n}\operatorname {ord} X(x_{i})\in \{-1,0,1,2,\dots \}}
여기서 우변에서 {\displaystyle \operatorname {ord} \left(x^{n}(c+O(x))\right)=n}이다. 이렇게 형식적 벡터장의 차수를 정의한다면, {\displaystyle \operatorname {ord} [X,Y]\geq \operatorname {ord} X+\operatorname {ord} Y}가 된다. 따라서, 형식적 벡터장 리 대수 {\displaystyle {\mathfrak {g}}} 속에서, 차수가 0 이상인 원소들의 부분 벡터 공간 {\displaystyle {\mathfrak {g}}_{0}\subseteq {\mathfrak {g}}}는 부분 리 대수를 이룬다. {\displaystyle L_{0}}의 {\displaystyle L} 속의 여차원은 {\displaystyle n} 이하이다. 만약 {\displaystyle L_{0}}의 여차원이 {\displaystyle n}이라면, {\displaystyle L}을 추이적 형식적 벡터장 리 대수(영어: transitive Lie algebra of formal vector fields)라고 한다.
1차원 공간 위의 유한 차원 형식적 벡터장 리 대수는 모두 분류되었으며, 다음과 같이 두 개의 무한 족과 하나의 예외가 있다.
- {\displaystyle \langle x^{i}\partial _{x}\rangle }, {\displaystyle i=0,1,2,3,\dots }. 이는 1차원 아벨 리 대수이다.
- {\displaystyle \langle x\partial _{x},x^{i}\partial _{x}\rangle }, {\displaystyle i=0,2,3,4,\dots }. 이는 2차원 비아벨 가해 리 대수이다.
- {\displaystyle \langle \partial _{x},x\partial _{x},x^{2}\partial _{x}\rangle }. 이는 3차원 단순 리 대수이며, 2차원 특수 선형 대수 {\displaystyle {\mathfrak {sl}}(2;K)}와 동형이다.

이 가운데 추이적 형식적 벡터장 리 대수는 {\displaystyle \langle \partial _{x}\rangle }, {\displaystyle \langle \partial _{x},x\partial _{x}\rangle }, {\displaystyle \langle \partial _{x},x\partial x,x^{2}\partial _{x}\rangle } 세 개이다.
대수적으로 닫힌 체 계수의 2차원 공간 위의 유한 차원 추이적 형식적 벡터장 리 대수들은 소푸스 리가 분류하였다. 실수체의 경우에도 마찬가지로 유사한 분류가 존재한다.

### 반단순 리 대수
표수 0인 대수적으로 닫힌 체 {\displaystyle K} 위의 반단순 리 대수는 모두 분류되었다. 반단순 리 대수는 단순 리 대수들의 직합이며, 단순 리 대수는 {\displaystyle {\mathfrak {a}}_{n}}, {\displaystyle {\mathfrak {b}}_{n}}, {\displaystyle {\mathfrak {c}}_{n}}, {\displaystyle {\mathfrak {d}}_{n}} 4개의 무한 족과 {\displaystyle {\mathfrak {e}}_{6}}, {\displaystyle {\mathfrak {e}}_{7}}, {\displaystyle {\mathfrak {e}}_{8}}, {\displaystyle {\mathfrak {f}}_{4}}, {\displaystyle {\mathfrak {g}}_{5}} 5개의 예외 단순 리 대수로 분류된다.
표수 0인 대수적으로 닫힌 체 {\displaystyle K} 위의 반단순 리 대수 {\displaystyle {\mathfrak {g}}} 속에 카르탕 부분 대수 {\displaystyle {\mathfrak {h}}\subset {\mathfrak {g}}}를 잡자. 그렇다면, {\displaystyle {\mathfrak {a}}} 속의 {\displaystyle {\mathfrak {g}}}의 근계 {\displaystyle \Phi \subset {\mathfrak {h}}^{*}}를 생각하자. 그렇다면, 단순 리 대수의 구조론에 따라 {\displaystyle {\mathfrak {g}}}는 {\displaystyle \operatorname {Span} _{\mathbb {Z} }\Phi }-등급 리 대수를 이룬다. 구체적으로, {\displaystyle g\in {\mathfrak {g}}}의 등급은
{\displaystyle (\deg g)h=[h,g]}
이다.

### 중심렬
군 {\displaystyle G} 속의 한 중심렬
{\displaystyle G=G_{0}\geq G_{1}\geq \cdots }
이 주어졌다고 하자. 즉, 모든 {\displaystyle i\in \mathbb {N} }에 대하여
{\displaystyle [G_{i},G_{j}]\leq G_{i+j}}
라고 하자. 그렇다면, {\displaystyle G_{i}/G_{i+1}}은 모두 아벨 군을 이룬다. 이 몫군들의 직합을 생각하자.
{\displaystyle L=\bigoplus _{i=0}^{\infty }G_{i}/G_{i+1}}
이는 자연스럽게 아벨 군을 이룬다. 이 위에 다음과 같이 리 괄호를 군 교환자로 정의하자.
{\displaystyle [xG_{i},yG_{j}]=x^{-1}y^{-1}xyG_{i+j}}
그렇다면, 이는 자연수 등급이 붙은 등급 리 환을 이룬다.

### 호모토피 군
점을 가진 공간 {\displaystyle X} 위의 호모토피 군 {\displaystyle \pi _{k}(X)} 위에는 화이트헤드 괄호라는 다음과 같은 쌍선형 이항 연산이 존재한다.
{\displaystyle [,]\colon \pi _{k}(X)\times \pi _{l}(X)\to \pi _{k+l-1}(X)}
이는 야코비 항등식을 만족시키며, 반대칭이지만, 일반적으로 교대 형식을 이루지 않는다. 만약 여기서 꼬임 부분군에 대한 몫을 취하면 리 대수를 얻는다. 구체적으로, 유리수 호모토피 이론에서 유리수 계수의 호모토피 군
{\displaystyle {\mathfrak {g}}_{k}=\pi _{k-1}(X;\mathbb {Q} )}
을 생각하면, 이는 화이트헤드 괄호 아래 유리수 계수 등급 리 대수를 이룬다.

### 기타 예
- 비라소로 대수는 물리학, 특히 2차원 등각 장론에 등장하는 무한 차원 리 대수이다.
- 아핀 리 대수와 그 일반화 카츠-무디 대수 역시 무한 차원 리 대수의 예이다.
- 하이젠베르크 대수는 멱영 리 대수의 대표적인 예이다.

## 역사
소푸스 리가 리 군을 다루기 위하여 도입하였으며, "무한소군"(영어: infinitesimal group)으로 일컬었다. 빌헬름 킬링은 1888년~1890년 동안 반단순 리 대수의 분류를 제창하였고, 1894년에 엘리 카르탕이 킬링의 분류를 엄밀하게 증명하였다. 1898년에 루이지 비앙키는 3차원 이하의 리 대수의 비앙키 분류를 제시하였다.
1930년대에 헤르만 바일이 "리 대수"라는 용어를 도입하였다. 아도 정리는 이고리 드미트리예비치 아도(러시아어: И́горь Дми́триевич Адо́)가 1935년에 증명하였다. 레비 분해 정리는 1950년에 에우제니오 엘리아 레비(이탈리아어: Eugenio Elia Levi)가 증명하였다.

## 같이 보기
- 리 군
- 리 대수의 표현
- 근계
- 리 대수 코호몰로지
- 리 초대수
- 거스틴해버 대수